# Абельс, Герман Фёдорович
Герман Фёдорович Абельс (нем. Hermann Ferdinand  Abels; 3 [15] апреля 1846, Пернов, Лифляндская губерния — 8 марта 1929, Свердловск) — русский советский метеоролог, директор Екатеринбургской обсерватории в 1885—1925 годах. Действительный статский советник.

## Биография
Родился 3 (15) апреля 1846 года в Пернове, Лифляндская губерния. Его дед нем. Diedrich Meno Abels (?—1824) был родом из Любека, переселился в Перново, где и умер.
Окончил физико-математический факультет Дерптского университета со званием кандидата математики в 1870 году. В 1872 году был в двухмесячной командировке в Финляндию и Остзейские губернии для осмотра метеорологических станций в Ревеле, Риге, Либаве и других городах.
В 1872—1875 годах состоял на должности надзирателя в Московской Практической академии коммерческих наук (при этом, вероятно, преподавал математику).
С 1875 года служил помощником директора Главной физической обсерватории в Санкт-Петербурге, с 1879 года — старшим наблюдателем в Павловской магнитно-метеорологической обсерватории, с 1884 года — инспектором метеорологических станций в 1884; с 1 января 1885 года был назначен директором Екатеринбургской магнитно-метеорологической обсерватории. Будучи директором организовал метеорологические, магнитные, аэрологические и актинометрические наблюдения, открыл сейсмическую станцию и отделения предупреждения о метелях, создал сеть метеорологических станций по всему Уралу и в Западной Сибири. С 1 января 1889 года состоял в чине статского советника, 1 января 1914 года был произведён в действительные статские советники.
В июле 1899 года оказывал помощь уральской экспедиции Д. И. Менделеева.
Затем служил старшим физиком Свердловской геофизической обсерватории в 1925—1929 годах.
Являлся членом Русского географического общества с 1879 года, действительным членом в 1885—1904 годах, почётным членом с 1904 года Уральского общества любителей естествознания, председателем метеорологической комиссии в 1890—1921 годах, руководителем геодезического отделения в 1918 году, магнитной комиссии в 1922 году, главой комитета в 1921—1923 годах и правления в 1924—1927 годах.
Скончался 8 марта 1929 года, похоронен на Лютеранском кладбище в Свердловске.
Был женат. Его сыновья: Роберт (1886—1978), Георг (1889—?).

## Награды
ордена Российской империи
- орден Св. Станислава 2-й ст. (1890)
- орден Св. Анны 2-й ст. (1895)
- орден Св. Владимира 4-й ст. (1898)
- орден Св. Владимира 3-й ст. (01.01.1916)[6]

- серебряная медаль от Русского географического общества «за гипсометрические определения на Урале» (1898)[2].